# TAMA CINEMA FORUM
TAMA CINEMA FORUM（タマシネマフォーラム）は、TAMA映画フォーラム実行委員会が毎年多摩市で開催する日本の映画祭である。正式名称は「映画祭TAMA CINEMA FORUM」。略称は「TCF」。「多摩映画祭」「TAMA映画祭」と呼ばれることもある。

## コンセプト
1. 日本映画の活性化をめざして映画ファンのネットワーク作りをめざすTAMAからの発信
2. 21世紀のまちづくりをめざして映画を通した新たなコミュニティー作りをめざすTAMAからの発信

## 概要
日本を代表する映画祭のひとつである。毎年11月下旬ごろより約1週間開催し、パルテノン多摩、ベルブホール（多摩市立永山公民館）、ヴィータホール（多摩市立関戸公民館）の3会場4ホールで上映される。2008年まではやまばとホール（現在閉館）でも上映されていた。各ホールで1日に2〜3作品前後の映画が上映され、観客は1200～1400円程度の料金で観る事ができる。入場料は廉価ながら上映される映画の質は決して劣ることはなく、監督や出演者が実際にゲストとして招かれ生トークをすることもある。また、第10回（2000年）に創設されたコンペティション・TAMA NEW WAVEでは新進気鋭の映画作家の中・長編映画を上映し、実行委員や一般審査員がグランプリを決め、毎年新たな才能を世に送り出している。第19回（2009年）にはTAMA映画賞が創設された。

## 歴史
1991年2月、「(仮称)多摩国際友好映画祭実行委員会」が発足。このときは多摩市公民館が主催で、「親と子の良い映画を見る会」や公民館主催で行なっていた16ミリフィルムによる「市民映画企画委員会」のメンバーらが実行委員となる。
デザイナーの矢萩喜従郎が映画祭の趣旨に賛同、映画祭のロゴマークを提供し、8月より「TAMA CINEMA FORUM=TAMA映画フォーラム実行委員会」として正式にスタートする。
11月、多摩市制20周年記念事業として「第1回映画祭TAMA CINEMA FORUM」を開催する。会場はやまばとホール1会場のみ。

## 開催概要
| 回     | 開催日程                                         | 会場 | 備考 |
| ------ | ------------------------------------------------ | --- | --- |
| 第1回  | 1991年11月22日-12月1日 ※11月25日は休映           | ・やまばとホール                                                                                            | 多摩市制20周年記念事業として開催。 |
| 第2回  | 1992年11月20日-11月23日                          | ・やまばとホール                                                                                            | この年より正式な主催が公民館からTAMA映画フォーラム実行委員会となる。 |
| 第3回  | 1993年10月7日-10月11日                           | ・やまばとホール ・特別会場                                                                                 | この年より開催会場が複数になる。 |
| 第4回  | 1994年11月18日-11月23日 ※11月21日は休映          | ・やまばとホール ・特別会場                                                                                 | |
| 第5回  | 1995年11月22日-11月26日                          | ・やまばとホール ・特別会場 ・パルテノン多摩大ホール、小ホール                                              | この年よりパルテノン多摩大ホール・小ホールが開催会場に加わる。 初の海外ゲスト・スタンリー・クワン監督(『赤い薔薇、白い薔薇』を上映)を招待する。                                                            |
| 第6回  | 1996年11月22日-12月1日 ※11月25日は休映           | ・やまばとホール ・パルテノン多摩大ホール、小ホール                                                         | 二度目の海外ゲストとして侯孝賢監督(『憂鬱な楽園』を上映)を招待する。 |
| 第7回  | 1997年11月22日-11月30日 ※11月25日は休映          | ・やまばとホール ・パルテノン多摩大ホール、小ホール ・ベルブホール                                          | 永山公民館開館。この年よりベルブホール(永山公民館内)が開催会場に加わる。 |
| 第8回  | 1998年11月21日-11月29日 ※11月24日は休映          | ・やまばとホール ・パルテノン多摩大ホール、小ホール ・ベルブホール                                          | INDIES in TAMAというレーベルを立ち上げ、映画祭開催期間外に上映会を行う。この年より毎年、年数回の上映会が開催される。INDIES in TAMAとしての上映会は2005年で終わったが、年3～4回の定期上映会は継続している。 |
| 第9回  | 1999年11月20日-11月28日 ※11月22日は休映          | ・やまばとホール ・パルテノン多摩大ホール、小ホール ・ベルブホール                                          | |
| 第10回 | 2000年11月18日-11月26日 ※11月20日は休映          | ・やまばとホール ・パルテノン多摩大ホール、小ホール ・ベルブホール ・ヴィータホール                         | 中・長篇(30分以上100分以内)の映像作品を対象としたコンペティション・TAMA NEW WAVEが始まる。 1999年に開館した関戸公民館内のヴィータホールが開催会場に加わる。                                                |
| 第11回 | 2001年11月23日-12月2日 ※11月26日は休映           | ・やまばとホール ・パルテノン多摩大ホール、小ホール ・ベルブホール ・ヴィータホール                         | TAMA NEW WAVE「ある視点」部門(コンペティションノミネート外)が創設される。 |
| 第12回 | 2002年11月23日-12月2日 ※11月25日、26日は休映     | ・やまばとホール ・パルテノン多摩大ホール、小ホール ・ベルブホール ・ヴィータホール                         | |
| 第13回 | 2003年11月22日-11月30日 ※11月25日は休映          | ・やまばとホール ・パルテノン多摩大ホール、小ホール ・ベルブホール ・ヴィータホール                         | |
| 第14回 | 2004年11月20日-11月28日                          | ・やまばとホール ・パルテノン多摩大ホール、小ホール ・ベルブホール ・ヴィータホール                         | |
| 第15回 | 2005年11月19日-11月27日 ※11月21日は休映          | ・やまばとホール ・パルテノン多摩大ホール、小ホール ・ベルブホール ・ヴィータホール                         | |
| 第16回 | 2006年11月18日-11月26日 ※11月20日は休映          | ・やまばとホール ・パルテノン多摩大ホール、小ホール ・ベルブホール ・ヴィータホール                         | |
| 第17回 | 2007年11月17日-11月25日 ※11月19日は休映          | ・やまばとホール ・パルテノン多摩大ホール、小ホール ・ベルブホール ・ヴィータホール                         | |
| 第18回 | 2008年11月22日-11月30日 ※11月25日は休映          | ・やまばとホール ・パルテノン多摩大ホール、小ホール ・ベルブホール ・ヴィータホール                         | 老朽化が著しいことを理由に2009年に閉館が決まったやまばとホールでの開催がこの年で最後となる。 |
| 第19回 | 2009年11月21日-11月29日 ※11月24日は休映          | ・パルテノン多摩大ホール、小ホール ・ベルブホール ヴィータホール                                            | TAMA映画賞が創設される。授賞式会場はパルテノン多摩小ホール。 |
| 第20回 | 2010年11月20日-11月28日 ※11月24日は休映          | ・パルテノン多摩大ホール、小ホール ・ベルブホール ・ヴィータホール                                          | |
| 第21回 | 2011年11月19日-11月27日 ※11月21日は休映          | ・パルテノン多摩大ホール、小ホール ・ベルブホール ・ヴィータホール                                          | |
| 第22回 | 2012年11月17日-11月24日 ※11月19日は休映          | ・パルテノン多摩大ホール、小ホール ・ベルブホール ・ヴィータホール                                          | この年よりTAMA映画賞授賞式会場がパルテノン多摩小ホールから大ホールに移る。 |
| 第23回 | 2013年11月23日-12月1日 ※11月25日は休映           | ・パルテノン多摩大ホール、小ホール ・ベルブホール ・ヴィータホール                                          | |
| 第24回 | 2014年11月22日-11月30日 ※11月25日は休映          | ・パルテノン多摩大ホール、小ホール ・ベルブホール ・ヴィータホール                                          | |
| 第25回 | 2015年11月21日-11月29日 ※11月24日は休映          | ・パルテノン多摩大ホール、小ホール ・ベルブホール ・ヴィータホール                                          | |
| 第26回 | 2016年11月19日-11月27日 ※11月21日は休映          | ・パルテノン多摩大ホール、小ホール ・ベルブホール ・ヴィータホール                                          | |
| 第27回 | 2017年11月18日-11月27日 ※11月20日は休映          | ・パルテノン多摩大ホール、小ホール ・ベルブホール ・ヴィータホール                                          | |
| 第28回 | 2018年11月17日-11月25日 ※11月19日は休映          | ・パルテノン多摩大ホール、小ホール ・ベルブホール ・ヴィータホール                                          | |
| 第29回 | 2019年11月17日、11月23日-12月1日 ※11月25日は休映 | ・パルテノン多摩大ホール、小ホール ・ベルブホール ・ヴィータホール ・中央大学多摩キャンパスクレセントホール | |
| 第30回 | 2020年11月21日-11月29日 ※11月24日は休映          | ・府中の森芸術劇場どりーむホール ・ベルブホール ・ヴィータホール                                            | パルテノン多摩大ホールは施設老朽化により2018年から長期大規模改修、2020年4月より2年間全面休館。 |
| 第31回 | 2021年11月13日-11月21日（予定）                  | ・府中の森芸術劇場どりーむホール ・ヴィータホール ・ベルブホール                                            | |

## TAMA NEW WAVE
映画祭期間中に行われる、中・長篇(30分以上100分以内)の映像作品を対象としたコンペティション。日本映画界に新風を送り込む新しい才能を発見し、TAMAより広く発信することを目的としている。短篇作品のコンペティションが多い地域映画祭の中で中・長篇を扱うのは特徴的である。ノミネート作品の上映および授賞式は映画祭期間中にヴィータホール(多摩市立関戸公民館)にて1日のみ開催される。惜しくもノミネートからは外れたが、できるだけ多くの人に観てもらいたいと実行委員が思った作品は、「ある視点」部門として平日に上映する機会が設けられる。
| 回 | 授賞式開催年月日           | グランプリ                                             | 特別賞                                     | 男優賞                                                                                  | 女優賞                                                                                               | その他                                                            |
| 回 | 授賞式開催年月日           | グランプリ                                             | 特別賞                                     | ベストキャラクター賞                                                                    | ベストキャラクター賞                                                                                 | その他                                                            |
| -- | -------------------------- | ------------------------------------------------------ | ------------------------------------------ | --------------------------------------------------------------------------------------- | --- | ----------------------------------------------------------------- |
| 1  | 2000年11月18日             | 『バンザイ人生まっ赤っ赤。』中野量太監督               | 『オーライ』安田真奈監督                   | 観客賞:渋谷育男(『三面夢姿繪』)                                                         | 観客賞:沖ともみ(『バンザイ人生まっ赤っ赤。』)                                                        |                                                                   |
| 2  | ビデオ部門:2001年12月1日   | 『Home』小林貴裕監督                                   | 『ハズしちまった日。』飯野歩監督           | 観客賞:吉井信興(『自転車とハイヒール』)                                                 | 観客賞:渡邊美香(『たばこ屋とくものむこうがわ』)                                                      |                                                                   |
| 2  | フィルム部門:2001年12月2日 | 自転車とハイヒール』深川栄洋監督                       | 『たばこ屋とくものむこうがわ』栗原雅子監督 | 観客賞:吉井信興(『自転車とハイヒール』)                                                 | 観客賞:渡邊美香(『たばこ屋とくものむこうがわ』)                                                      |                                                                   |
| 3  | ビデオ部門:2002年11月30日  | 『二花子の瞳〜にかこ、の、ひとみ〜』佐藤圭作監督       | 『レイズライン』福谷修監督                 | -                                                                                       | - | 予告編大賞:『ざくろの夢』木村明子監督                             |
| 3  | フィルム部門:2002年12月1日 | 『スモウな彼女』牛尾秀人監督                           | 『ざくろの夢』木村明子監督                 | -                                                                                       | - | 予告編大賞:『ざくろの夢』木村明子監督                             |
| 4  | 2003年11月24日             | 『Mine』神酒大亮監督                                   | 『タンバリボン』中村隆太郎監督             | 山崎猛(『タンバリボン』)                                                                | 持山優美(『新しい予感』)                                                                             |                                                                   |
| 5  | 2004年11月23日             | 『笑う胃袋』伊刀嘉紘監督                               | 『惑星たちの道草』江藤有吾監督             | 延堂庸子(『惑星たちの道草』)                                                            | 延堂庸子(『惑星たちの道草』)                                                                         |                                                                   |
| 6  | 2005年11月20日             | 『お散歩』松田彰監督                                   | 『ガソリンゼロ』飯野歩監督                 | 鍋山晋一(『お散歩』)                                                                    | 鍋山晋一(『お散歩』)                                                                                 | 佐藤佐吉賞:『エスカルゴ』丸監督 高橋陽一郎賞:『恋鎖』西條雅俊監督 |
| 7  | 2006年11月19日             | 『幸福なる食卓』タテナイケンタ監督                     | 『ロケットパンチを君に!』中野量太監督      | 篠原あさみ(『幸福なる食卓』)                                                            | 篠原あさみ(『幸福なる食卓』)                                                                         |                                                                   |
| 8  | 2007年11月18日             | 『かざあな』内田伸輝監督                               | 『バカバカンス』宮田宗吉監督               | 吉岡睦雄(『ひかりのくに』)                                                              | 秋桜子(『かざあな』 )                                                                                |                                                                   |
| 9  | 2008年11月24日             | 『chain』加治屋彰人監督                                | 『太陽が嫌い』松村真吾監督                 | 赤穂真文(『ハロー・グッバイ』)                                                          | 高橋真由美(『ハロー・グッバイ』)                                                                     | クリーク･アド･リバー社賞:『茜さす部屋』星崎久美子監督             |
| 10 | 2009年11月22日             | 『最低』今泉力哉監督                                   | 『ロックアウト』高橋康進監督               | 芹澤興人(『最低』)                                                                      | 小枝(『ヘビと映子と佐藤のこと』)                                                                     |                                                                   |
| 11 | 2010年11月21日             | 『未来の記録』岸建太朗監督                             | 『輝け、背骨』矢作康在監督                 | 染谷将太(『ノラ』)                                                                      | 津川苑葉(『輝け、背骨』)                                                                             |                                                                   |
| 12 | 2011年11月20日             | 『私の悲しみ』堀内博志監督                             | 『キユミの詩集 サユルの刺繍』杉田愉監督    | 松雪オラキオ(『春夏秋冬くるぐる』)                                                      | よこえとも子(『私の悲しみ』)                                                                         |                                                                   |
| 13 | 2012年11月18日             | 『かしこい狗は、吠えずに笑う』渡部亮平監督             | 『魅力の人間』二ノ宮隆太郎監督             | 那波隆史(『月の下まで』) ゲストコメンテーター男優賞：アベラヒデノブ(『大童貞の大冒険』) | mimpi*β(『かしこい狗は、吠えずに笑う』) ゲストコメンテーター女優賞：北村美岬(『ひねくれてもポップ』) | ゲストコメンテーター：篠崎誠監督、鈴木卓爾監督                    |
| 14 | 2013年11月30日             | 『Dressing Up』安川有果監督                            | 『家族の風景』佐近圭太郎監督               | 池松壮亮(『家族の風景』)                                                                | 祷キララ(『Dressing Up』)                                                                            |                                                                   |
| 15 | 2014年11月29日             | 『みちていく』竹内里紗監督                             | 『知らない町』大内伸悟監督                 | 金正允(『ふざけるんじゃねえよ』)                                                        | 山田由梨(『みちていく』)                                                                             |                                                                   |
| 16 | 2015年11月28日             | 『いたくても いたくても』堀江貴大監督                  | 『ムーンライトハネムーン』冨永太郎監督     | 嶺豪一(『いたくても いたくても』)                                                       | 澁谷麻美(『いたくても いたくても』)                                                                  |                                                                   |
| 17 | 2016年11月26日             | 『さよならも出来ない』松野泉監督                       | 『夜明けの行灯』佐々木竜彦監督             | 木村知貴(『トータスの旅』)                                                              | 土手理恵子(『さよならも出来ない』)                                                                   |                                                                   |
| 18 | 2017年11月25日             | 『ウルフなシッシー』大野大輔監督                       | 『アマノジャク・思春期』岡倉光輝監督       | 大野大輔(『ウルフなシッシー』)                                                          | 根矢涼香(『ウルフなシッシー』 )                                                                      |                                                                   |
| 19 | 2018年11月24日             | 『カルチェ』植木咲楽監督                               | 『チョンティチャ』福田芽衣監督             | 望月歩(『向こうの家』)                                                                  | 村上由規乃(『オーファンズ・ブルース』)                                                               |                                                                   |
| 20 | 2019年11月30日             | 『旅愁』呉沁遥監督                                     | 『おばけ』中尾広道監督                     | 朱賀(『旅愁』)                                                                          | 古川琴音(『春』)                                                                                     |                                                                   |
| 21 | 2020年11月23日             | 『初仕事』小山駿助監督                                 | 『旧グッゲンハイム邸裏長屋』前田実香監督   | 澤田栄一『初仕事』)                                                                     | つかさ(『GLIDE』)                                                                                    |                                                                   |
| 22 | 2021年11月13日             | 『ミューズは溺れない』淺雄望監督                       | 『優しさのすべて』安達勇貴監督             | 西村虎男(『とら男』)                                                                    | 上原実矩(『ミューズは溺れない』)                                                                     |                                                                   |
| 23 | 2022年11月19日             | 『はこぶね』大西諒監督                                 | 『ジンジャーミルク』今井ミカ監督           | 木村知貴『はこぶね』)                                                                   | 空花(『MY HOMETOWN』)                                                                                |                                                                   |
| 24 | 2023年11月12日             | 『石とシャーデンフロイデ』白磯大知監督                 | 『お祭りの日』堀内友貴監督                 | 三村和敬(『石とシャーデンフロイデ』)                                                    | 渡邉心結(『ブルーを笑えるその日まで』)                                                               |                                                                   |
| 25 | 2024年11月23日             | 『ライフ・イズ・ビューティフル・オッケー』石田忍道監督 | 『松坂さん』畔柳太陽監督                   | 田丸大輔(『ライフ・イズ・ビューティフル・オッケー』)                                    | 西口千百合(『嬉々な生活』)                                                                           |                                                                   |

## TAMA映画賞
明日への元気を与えてくれる・夢をみせてくれる活力溢れる＜いきのいい＞作品・監督・俳優を、映画ファンの立場から感謝をこめて表彰するために創設された賞。前年10月から当年9月に劇場公開された作品などを対象に市民ボランティアの実行委員が選考。「日本で最も早い映画賞」として知られ、国内映画賞のトップバッターとして注目を集める。
- 最優秀作品賞 - 本年度最も活力溢れる作品の監督、及びスタッフ・キャストに対し表彰
- 特別賞 - 映画ファンを魅了した事象に対し表彰[注 1]
- 最優秀男優賞/女優賞 - 本年度最も心に残った俳優を表彰
- 最優秀新進監督賞 - 本年度最も飛躍した監督、もしくは顕著な活躍をした新人監督を表彰
- 最優秀新進男優賞/女優賞 - 本年度最も飛躍した俳優、もしくは顕著な活躍をした新人俳優を表彰

| 回                                                                                                 | 授賞式 開催年月日 | 部門                                                                                             | 受賞作・受賞者 |
| -------------------------------------------------------------------------------------------------- | ----------------- | ------------------------------------------------------------------------------------------------ | --- |
| 1                                                                                                  | 2009年 11月28日   | 最優秀作品賞 特別賞 最優秀新進監督賞 最優秀新進男優賞 最優秀新進女優賞                           | 『ディア・ドクター』（西川美和監督、及びスタッフ・キャスト一同） 『ウルトラミラクルラブストーリー』（横浜聡子監督、及びスタッフ・キャスト一同） 八千草薫 木村大作監督 深川栄洋監督 - 『60歳のラブレター』 北川悦吏子監督 - 『ハルフウェイ』 高良健吾 - 『フィッシュストーリー』『ハゲタカ』『蟹工船』『南極料理人』 渡辺大知 - 『色即ぜねれいしょん』 満島ひかり - 『愛のむきだし』『プライド』 金澤美穂 - 『容疑者Xの献身』『はじめての家出』『60歳のラブレター』 |
| 2                                                                                                  | 2010年 11月27日   | 最優秀作品賞 特別賞 最優秀男優賞 最優秀女優賞 最優秀新進監督賞 最優秀新進男優賞 最優秀新進女優賞 | 『告白』（中島哲也監督、及びスタッフ・キャスト一同） 『さんかく』（吉田恵輔監督、及びスタッフ・キャスト一同） 若松孝二監督 堤真一 - 『孤高のメス』『ヴィヨンの妻』 寺島しのぶ - 『キャタピラー』 川口浩史監督 - 『トロッコ』 山本寛監督 - 『私の優しくない先輩』 大西信満 - 『キャタピラー』 金田哲 - 『私の優しくない先輩』 安藤サクラ - 『ケンタとジュンとカヨちゃんの国』『SR サイタマノラッパー2』『TORSO』など 忽那汐里 - 『半分の月がのぼる空』『BECK』 |
| 3                                                                                                  | 2011年 11月26日   | 最優秀作品賞 特別賞 最優秀男優賞 最優秀女優賞 最優秀新進監督賞 最優秀新進男優賞 最優秀新進女優賞 | 『一枚のハガキ』（新藤兼人監督、及びスタッフ・キャスト一同） 『奇跡』（是枝裕和監督、及びスタッフ・キャスト一同） 故・原田芳雄さん、阪本順治監督及びスタッフ・キャスト一同 岸田繁（くるり） 光石研 - 『あぜ道のダンディ』『毎日かあさん』『太平洋の奇跡』など 永作博美 - 『八日目の蝉』『酔いがさめたら、うちに帰ろう。』 小西真奈美 - 『東京公園』『行きずりの街』 深田晃司監督 - 『歓待』 前田弘二監督 - 『婚前特急』 古舘寛治 - 『歓待』『マイ・バック・ページ』 染谷将太 - 『嘘つきみーくんと壊れたまーちゃん』『東京公園』『あぜ道のダンディ』 井上真央 - 『八日目の蝉』『太平洋の奇跡』 二階堂ふみ - 『劇場版 神聖かまってちゃん ロックンロールは鳴り止まないっ』 |
| 4                                                                                                  | 2012年 11月23日   | 最優秀作品賞 特別賞 最優秀男優賞 最優秀女優賞 最優秀新進監督賞 最優秀新進男優賞 最優秀新進女優賞 | 『この空の花 －長岡花火物語』（大林宣彦監督、及びスタッフ・キャスト一同） 『桐島、部活やめるってよ』（吉田大八監督、及びスタッフ・キャスト一同） 塚本晋也&Cocco 入江悠監督、及びスタッフ・キャスト一同 役所広司 - 『わが母の記』『キツツキと雨』『聯合艦隊司令長官 山本五十六』 樹木希林 - 『わが母の記』 宮﨑あおい - 『わが母の記』『天地明察』『ツレがうつになりまして。』『おおかみこどもの雨と雪』 ヤン・ヨンヒ監督 - 『かぞくのくに』 沖田修一監督 - 『キツツキと雨』 神木隆之介 - 『桐島、部活やめるってよ』『SPEC 天』 満島真之介 - 『11.25自決の日 三島由紀夫と若者たち』 前田敦子 - 『苦役列車』 橋本愛 - 『桐島、部活やめるってよ』『Another』『HOME 愛しの座敷わらし』『貞子3D』など |
| 5                                                                                                  | 2013年 11月23日   | 最優秀作品賞 特別賞 最優秀男優賞 最優秀女優賞 最優秀新進監督賞 最優秀新進男優賞 最優秀新進女優賞 | 『さよなら渓谷』（大森立嗣監督、及びスタッフ・キャスト一同） 『横道世之介』（沖田修一監督、及びスタッフ・キャスト一同） 原恵一監督、及びスタッフ・キャスト一同 大根仁監督、及びスタッフ・キャスト一同 松田龍平 - 『舟を編む』『探偵はBARにいる2』『北のカナリアたち』 真木よう子 - 『さよなら渓谷』『そして父になる』『すーちゃん まいちゃん さわ子さん』『つやの夜』 吉高由里子 - 『横道世之介』『真夏の方程式』 中野量太監督 - 『チチを撮りに』 白石和彌監督 - 『凶悪』 星野源 - 『箱入り息子の恋』『地獄でなぜ悪い』『聖☆おにいさん』 池松壮亮 - 『横道世之介』『上京ものがたり』 黒木華 - 『シャニダールの花』『舟を編む』『草原の椅子』 刈谷友衣子 - 『シャニダールの花』『中学生円山』『鈴木先生』 |
| 6                                                                                                  | 2014年 11月22日   | 最優秀作品賞 最優秀男優賞 最優秀女優賞 最優秀新進監督賞 最優秀新進男優賞 最優秀新進女優賞 特別賞 | 『野のなななのか』（大林宣彦監督、及びスタッフ・キャスト一同） 『ぼくたちの家族』（石井裕也監督、及びスタッフ・キャスト一同） 妻夫木聡 - 『ぼくたちの家族』『清須会議』『ジャッジ!』 『小さいおうち』『渇き。』『STAND BY ME ドラえもん』『舞妓はレディ』 大泉洋 - 『青天の霹靂』『清須会議』 二階堂ふみ - 『私の男』『ほとりの朔子』『渇き。』『四十九日のレシピ』 池脇千鶴 - 『そこのみにて光輝く』『潔く柔く』『くじけないで』『神様のカルテ2』 劇団ひとり監督 - 『青天の霹靂』 坂本あゆみ監督 - 『FORMA』 菅田将暉 - 『そこのみにて光輝く』『男子高校生の日常』『陽だまりの彼女』『闇金ウシジマくん Part2』 太賀 - 『ほとりの朔子』『男子高校生の日常』『人狼ゲーム』 『MONSTERZ モンスターズ』『私の男』『スイートプールサイド』 能年玲奈 - 『ホットロード』 門脇麦 - 『愛の渦』『闇金ウシジマくん Part2』 蔦哲一朗監督、及びスタッフ・キャスト一同 |
| 7                                                                                                  | 2015年 11月21日   | 最優秀作品賞 特別賞 最優秀男優賞 最優秀女優賞 最優秀新進監督賞 最優秀新進男優賞 最優秀新進女優賞 | 『海街diary』（是枝裕和監督、及びスタッフ・キャスト一同） 『きみはいい子』（呉美保監督、及びスタッフ・キャスト一同） 塚本晋也監督、及びスタッフ・キャスト一同 永瀬正敏 - 『あん』『KANO～1931海の向こうの甲子園～』 綾野剛 - 『新宿スワン』『ピース オブ ケイク』『天空の蜂』 『ソレダケ / that’s it』『S -最後の警官- 奪還 RECOVERY OF OUR FUTURE』 樹木希林 - 『あん』『駆込み女と駆出し男』『海街diary』 綾瀬はるか - 『海街diary』 岨手由貴子監督 - 『グッド・ストライプス』 松居大悟監督 - 『私たちのハァハァ』『ワンダフルワールドエンド』 中島歩 - 『グッド・ストライプス』 野村周平 - 『愛を積むひと』『日々ロック』『ビリギャル』『台風のノルダ』 広瀬すず - 『海街diary』『バケモノの子』 杉咲花 - 『トイレのピエタ』『愛を積むひと』『繕い裁つ人』 |
| 8                                                                                                  | 2016年 11月19日   | 最優秀作品賞 特別賞 最優秀男優賞 最優秀女優賞 最優秀新進監督賞 最優秀新進男優賞 最優秀新進女優賞 | 『オーバー・フェンス』（山下敦弘監督、及びスタッフ・キャスト一同） 『団地』（阪本順治監督、及びスタッフ・キャスト一同） 真利子哲也監督&柳楽優弥、及びスタッフ・キャスト一同 鈴木卓爾監督、及びスタッフ・キャスト一同 三浦友和 - 『葛城事件』『64 -ロクヨン-』 オダギリジョー - 『オーバー・フェンス』『FOUJITA』 小泉今日子 - 『ふきげんな過去』 蒼井優 - 『オーバー・フェンス』『岸辺の旅』『家族はつらいよ』 前田司郎監督 - 『ふきげんな過去』 小泉徳宏監督 - 『ちはやふる -上の句-』『ちはやふる -下の句-』 若葉竜也 - 『葛城事件』 村上虹郎 - 『ディストラクション・ベイビーズ』『夏美のホタル』『さようなら』 松岡茉優 - 『ちはやふる -下の句-』『猫なんかよんでもこない。』 小松菜奈 - 『ディストラクション・ベイビーズ』『黒崎くんの言いなりになんてならない』 『バクマン。』『ヒーローマニア-生活-』 |
| 9                                                                                                  | 2017年 11月18日   | 最優秀作品賞 特別賞 最優秀男優賞 最優秀女優賞 最優秀新進監督賞 最優秀新進男優賞 最優秀新進女優賞 | 『散歩する侵略者』（黒沢清監督、及びスタッフ・キャスト一同） 『映画 夜空はいつでも最高密度の青色だ』（石井裕也監督、及びスタッフ・キャスト一同） 湯浅政明監督、及びスタッフ・キャスト一同 富田克也監督、及びスタッフ・キャスト一同 浅野忠信 - 『幼な子われらに生まれ』『沈黙 -サイレンス-』『淵に立つ』『新宿スワンⅡ』 池松壮亮 - 『映画 夜空はいつでも最高密度の青色だ』『続・深夜食堂』 『デスノート Light up the NEW world』『永い言い訳』 満島ひかり - 『海辺の生と死』『愚行録』 長澤まさみ - 『散歩する侵略者』『銀魂』『追憶』『金メダル男』 菊地健雄監督 - 『ハローグッバイ』『望郷』 瀬田なつき監督 - 『PARKS パークス』 間宮祥太朗 - 『トリガール!』『帝一の國』『劇場版 お前はまだグンマを知らない』 『闇金ウシジマくん ザ・ファイナル』 高杉真宙 - 『逆光の頃』『散歩する侵略者』『トリガール!』『想影（おもかげ）』 『ReLIFE リライフ』『PとJK』 石橋静河 - 『映画 夜空はいつでも最高密度の青色だ』『PARKS パークス』『密使と番人』 土屋太鳳 - 『トリガール!』『PとJK』『兄に愛されすぎて困ってます』『金メダル男』 |
| 10                                                                                                 | 2018年 11月17日   | 最優秀作品賞 特別賞 最優秀男優賞 最優秀女優賞 最優秀新進監督賞 最優秀新進男優賞 最優秀新進女優賞 | 『万引き家族』（是枝裕和監督、及びスタッフ・キャスト一同） 『寝ても覚めても』（濱口竜介監督、及びスタッフ・キャスト一同） 沖田修一監督及び山﨑努・樹木希林はじめスタッフ・キャスト一同 上田慎一郎監督、及びスタッフ・キャスト一同 東出昌大 - 『寝ても覚めても』『菊とギロチン』『パンク侍、斬られて候』 『OVER DRIVE』『予兆 散歩する侵略者 劇場版』 松坂桃李 - 『孤狼の血』『娼年』『不能犯』『彼女がその名を知らない鳥たち』 安藤サクラ - 『万引き家族』『DESTINY 鎌倉ものがたり』 松岡茉優 - 『勝手にふるえてろ』『万引き家族』『ちはやふる -結び-』『blank13』 今泉力哉監督 - 『パンとバスと2度目のハツコイ』 三宅唱監督 - 『きみの鳥はうたえる』 吉村界人 - 『モリのいる場所』『悪魔』『サラバ静寂』『ビジランテ』 吉沢亮 - 『リバーズ・エッジ』『猫は抱くもの』『銀魂2 掟は破るためにこそある』 『悪と仮面のルール』『レオン』 深川麻衣 - 『パンとバスと2度目のハツコイ』 伊藤沙莉 - 『榎田貿易堂』『パンとバスの2度目のハツコイ』『寝ても覚めても』『blank13』 |
| 11                                                                                                 | 2019年 11月17日   | 最優秀作品賞 特別賞 最優秀男優賞 最優秀女優賞 最優秀新進監督賞 最優秀新進男優賞 最優秀新進女優賞 | 『嵐電』（鈴木卓爾監督、及びスタッフ・キャスト一同） 『長いお別れ』（中野量太監督、及びスタッフ・キャスト一同） 新海誠監督及びスタッフ・キャスト一同 藤井道人監督、及びスタッフ・キャスト一同 山﨑努 - 『長いお別れ』 井浦新 - 『嵐電』『こはく』『赤い雪』『止められるか、俺たちを』『宮本から君へ』 『ドラゴンクエスト ユア・ストーリー』 蒼井優 - 『長いお別れ』『宮本から君へ』『斬、』『ある船頭の話』『海獣の子供』 前田敦子 - 『旅のおわり世界のはじまり』『葬式の名人』『町田くんの世界』『マスカレード・ホテル』 『コンフィデンスマンJP』 山戸結希監督 - 『ホットギミック ガールミーツボーイ』『21世紀の女の子』 奥山大史監督 - 『僕はイエス様が嫌い』 成田凌 - 『愛がなんだ』『チワワちゃん』『さよならくちびる』『人間失格 太宰治と3人の女たち』 『翔んで埼玉』『スマホを落としただけなのに』『ビブリア古書堂の事件手帖』 『ここは退屈迎えに来て』 清水尋也 - 『ホットギミック ガールミーツボーイ』『パラレルワールド・ラブストーリー』『貞子』 岸井ゆきの - 『愛がなんだ』『ここは退屈迎えに来て』『いちごの唄』 『ゲキ×シネ「髑髏城の七人」Season風』 シム・ウンギョン - 『新聞記者』 |
| 12                                                                                                 | 2020年 11月29日   | 最優秀作品賞 特別賞 最優秀男優賞 最優秀女優賞 最優秀新進監督賞 最優秀新進男優賞 最優秀新進女優賞 | 『海辺の映画館―キネマの玉手箱』（大林宣彦監督、及びスタッフ・キャスト一同） 『ラストレター』（岩井俊二監督、及びスタッフ・キャスト一同） 城定秀夫監督及びスタッフ・キャスト一同 岩井澤健治監督、及びスタッフ・キャスト一同 福山雅治 - 『ラストレター』『マチネの終わりに』 濱田岳 - 『喜劇 愛妻物語』『グッドバイ 嘘からはじまる人生喜劇』 『コンフィデンスマンJP プリンセス編』『決算!忠臣蔵』『ヒキタさん! ご懐妊ですよ』 水川あさみ - 『喜劇 愛妻物語』『グッドバイ 嘘からはじまる人生喜劇』『ミッドナイトスワン』 長澤まさみ - 『MOTHER マザー』『コンフィデンスマンJP プリンセス編』 HIKARI監督 - 『37セカンズ』 ふくだももこ監督 - 『君が世界のはじまり』 宮沢氷魚 - 『his』 北村匠海 - 『サヨナラまでの30分』『思い、思われ、ふり、ふられ』『影踏み』 『ぼくらの7日間戦争』『思い、思われ、ふり、ふられ（アニメ版）』 松本穂香 - 『君が世界のはじまり』『わたしは光をにぎっている』『酔うと化け物になる父がつらい』 『his』『青くて痛くて脆い』 森七菜 - 『ラストレター』『青くて痛くて脆い』『地獄少女』『最初の晩餐』 |
| 13                                                                                                 | 2021年 11月21日   | 最優秀作品賞 特別賞 最優秀男優賞 最優秀女優賞 最優秀新進監督賞 最優秀新進男優賞 最優秀新進女優賞 | 『ドライブ・マイ・カー』（濱口竜介監督、及びスタッフ・キャスト一同） 『あのこは貴族』（岨手由貴子監督、及びスタッフ・キャスト一同） 土井裕泰監督、坂元裕二氏、及びスタッフ・キャスト一同 横浜聡子監督、及びスタッフ・キャスト一同 役所広司 - 『すばらしき世界』 『バイプレイヤーズ 〜もしも100人の名脇役が映画を作ったら〜』『竜とそばかすの姫』 菅田将暉 - 『花束みたいな恋をした』『キャラクター』『キネマの神様』『浅田家!』 尾野真千子 - 『茜色に焼かれる』『明日の食卓』『ヤクザと家族 The Family』『心の傷を癒すということ 劇場版』 有村架純 - 『花束みたいな恋をした』『劇場版 太陽の子』『るろうに剣心 最終章 The Beginning』 『バイプレイヤーズ 〜もしも100人の名脇役が映画を作ったら〜』 藤元明緒監督 - 『海辺の彼女たち』 松本壮史監督 - 『サマーフィルムにのって』『青葉家のテーブル』 藤原季節 - 『のさりの島』『佐々木、イン、マイマイン』『空白』『くれなずめ』『明日の食卓』 金子大地 - 『サマーフィルムにのって』『猿楽町で会いましょう』『先生、私の隣に座っていただけませんか?』 『バイプレイヤーズ 〜もしも100人の名脇役が映画を作ったら〜』 三浦透子 - 『ドライブ・マイ・カー』『椿の庭』『おらおらでひとりいぐも』『アイヌモシリ』 伊藤万理華 - 『サマーフィルムにのって』『息をするように』 |
| 14                                                                                                 | 2022年 11月26日   | 最優秀作品賞 特別賞 最優秀男優賞 最優秀女優賞 最優秀新進監督賞 最優秀新進男優賞 最優秀新進女優賞 | 『LOVE LIFE』（深田晃司監督、及びスタッフ・キャスト一同） 『ハケンアニメ！』（吉野耕平監督、及びスタッフ・キャスト一同） 芦田愛菜、宮本信子、及びスタッフ・キャスト一同 小林啓一監督、及びスタッフ・キャスト一同 佐藤二朗 - 『さがす』『truth 姦しき弔いの果て』『バイオレンスアクション』 松坂桃李 - 『流浪の月』 倍賞千恵子 - 『PLAN75』 広瀬すず - 『流浪の月』 片山慎三 - 『さがす』 森井勇佑 - 『こちらあみ子』 磯村勇斗 ‐ 『ビリーバーズ』『PLAN 75』『異動辞令は音楽隊！』『さかなのこ』『前科者』『彼女が好きなものは』 『ホリック xxxHOLiC』『劇場版 きのう何食べた？』『MIRRORLIAR FILMS Season3』 横浜流星 - 『流浪の月』『アキラとあきら』『嘘喰い』『あなたの番です 劇場版』『DIVOC-12』 河合優実 - 『PLAN 75』『愛なのに』『ちょっと思い出しただけ』『女子高生に殺されたい』『百花』『冬薔薇』 『偽りのないhappy end』 伊東蒼 - 『さがす』『恋は光』『MIRRORLIAR FILMS Season4』 |
| 15                                                                                                 | 2023年 11月25日   | 最優秀作品賞 特別賞 最優秀男優賞 最優秀女優賞 最優秀新進監督賞 最優秀新進男優賞 最優秀新進女優賞 | 『怪物』（是枝裕和監督、及びスタッフ・キャスト一同） 『雑魚どもよ、大志を抱け!』（足立紳監督、及びスタッフ・キャスト一同） 宮崎駿監督、及びスタッフ・キャスト一同 上田誠、山口淳太監督はじめヨーロッパ企画及びスタッフ・キャスト一同 佐藤浩市 - 『キングダム 運命の炎』『ファミリア』『映画 ネメシス 黄金螺旋の謎』『仕掛人・藤枝梅安2』『せかいのおきく』『大名倒産』『春に散る』 鈴木亮平 - 『エゴイスト』『劇場版TOKYO MER〜走る緊急救命室〜』 菊地凛子 - 『658km、陽子の旅』 黒木華 - 『映画 イチケイのカラス』『ヴィレッジ』『せかいのおきく』『ほつれる』 福永壮志 - 『山女』 金子由里奈 - 『ぬいぐるみとしゃべる人はやさしい』 目黒蓮 ‐ 『月の満ち欠け』『わたしの幸せな結婚』 奥平大兼 - 『あつい胸さわぎ』『映画ネメシス 黄金螺旋の謎』『ヴィレッジ』『君は放課後インソムニア』 山田杏奈 - 『山女』 髙石あかり - 『ベイビーわるきゅーれ 2ベイビー』『わたしの幸せな結婚』『Single8』『セフレの品格 決意』 |
| 16                                                                                                 | 2024年 11月30日   | 最優秀作品賞 特別賞 最優秀男優賞 最優秀女優賞 最優秀新進監督賞 最優秀新進男優賞 最優秀新進女優賞 | 『夜明けのすべて』（三宅唱監督、及びスタッフ・キャスト一同） 『ぼくのお日さま』（奥山大史監督、及びスタッフ・キャスト一同） 『ぼくが生きてる、ふたつの世界』（呉美保監督、及びスタッフ・キャスト一同） 『ルックバック』（押山清高監督、及びスタッフ・キャスト一同) 藤竜也 - 『大いなる不在』 吉沢亮 - 『ぼくが生きてる、ふたつの世界』『キングダム 大将軍の帰還』『かぞく』 上白石萌音 - 『夜明けのすべて』 河合優実 - 『ナミビアの砂漠』『あんのこと』『ルックバック』『四月になれば彼女は』 近浦啓 - 『大いなる不在』 山中瑶子 - 『ナミビアの砂漠』 松村北斗 ‐ 『夜明けのすべて』『ディア・ファミリー』『キリエのうた』 齋藤潤 - 『カラオケ行こ!』『瞼の転校生』『からかい上手の高木さん』 森田想 - 『辰巳』『朽ちないサクラ』『サユリ』『NN4444』『愚鈍の微笑み』『正欲』 早瀬憩 - 『あのコはだぁれ?』『違国日記』 |
| 1. 2. 3. 4. 5. 6. 7. 8. 9. 10. 11. 12. 13. 14. 15. 16. 17. 18. 19. 20. 21. 22. 23. 24. 25. 26. 27. |                   |                                                                                                  | |

## INDIES in TAMA
1998年、映画祭や他の自主映画上映会とは一味違った企画で、映画を作る人、観る人、これから作りたい人、何かやりたい人などの広場（FORUM）になればという趣旨で、INDIES in TAMAというレーベルを立ち上げた。2005年までに23回行われ、実質上映会の前身である。
| Vol.   | 開催年月日     | 上映会名 | 上映作品 | ゲスト |
| ------ | -------------- | --- | --- | --- |
| 1      | 1998年3月29日  | ワンピースが多摩にやって来た!! | 「女友達」 「松本先生のキャンプ」 「暗室」 「傘男」 「お刺身の河」 「地獄のおじいさん」 「彼女は三次元」 「裏山事件」 「座敷あらし」 「今日こそ教祖」 「LET'Sハルマゲ」 「二人ぽっちの惑星」 「ヘア・サロン袋小路」 「ベアー」 「バニー」 「水洗タンク」 「ミス・リバーサイド」 「合戦～昔からある場所」 「猫田さん」 「おもいでタンス」 「祝辞」 | 矢口史靖監督 鈴木卓爾監督 |
| 2      | 1998年6月7日   | FORUM発の映像作家たち Vol.1 | 「幌向（ホロムイ）日記」「殺し屋」山内隆史監督 「私がかつて、憧れ続けた学間に」蒲生映与監督 | - |
| 3      | 1998年7月12日  | 「日曜日映画」 〜新しい映像作家たちの小さな日曜日〜 | 「超愛人」「こころのうた」歌川恵子監督 「鎖骨の下の」荒牧亮子監督 「あたしたちだけの天国」冨岡多美子監督 「真空回路」川口良太監督 | - |
| 4      | 1998年9月6日   | 第1部「僕らは21世紀のシネアチスト 〜日本映画学校 VS 多摩美術大学編〜」 第2部「プロデューサー武藤起一の『インディペンデント映画はこう作れ!!』」 両学校生徒による7作品上映と武藤起一による実践的批評 | 【日本映画学校学生作品】 「東京フリーマーケット」「ストレイシープ 迷い羊」「掌の上」 【多摩美術大学学生作品】 「夏箱」「青空ジュース」「ホームビデオ」「Idiot 85」 | 武藤起一 |
| 5      | 1999年4月11日  | 仙頭直美監督と語ろう | 「陽は傾ぶき」 | 仙頭直美監督 |
| 6      | 1999年5月30日  | It's ドキュメンタリー・ドラマ 〜日常の中の非日常〜 | 「ドコニイルノ？」 「夜・りんご・コインランドリー」 「冷ややかな乳白色」 | 大嶋拓監督 岩橋直哉監督 |
| 7      | 1999年7月11日  | 僕らは21世紀のシネアスト 〜映画美学校 VS ニューシネマワークショップ〜 特別シンポジウム「21世紀に求められる映画づくりとは?」                                                                        | 【映画美学校学生作品】 「怯える」「はるのそら」「死臭のマリア」「鼻の穴」 【ニューシネマワークショップ学生作品】 「ポイント」「[ninoude-monkey] ニノウデモンキー」「ジャイアントナキムシ」 | 塩田明彦（映画監督 映画美学校講師） 武藤起一（映像環境プロデューサー NCWディレクター） 塩田時敏（映画評論家、ゆうばり国際冒険ファンタスティック映画祭オフシアター部門ディレクター） |
| 8      | 1999年9月26日  | 『インディーズ ヘブン』 〜INDIES in TAMA第一回公募傑作選〜 | 「ダンスでポン」 「狂琴（きょうきん）」 「National Pink」 「name line」 「さよなら元気」 「プラネットX」 「忘れられない女」 「あなたとわたし」 「六月のキャッチボール」 「鉄少女」 【特別上映】「おっけっ毛ビビロボス」 | 鈴木卓爾監督 |
| 番外編 | 2000年3月21日  | 紫綬褒章受章おめでとう記念! 名匠安藤庄平キャメラマンに聞く | 「伽倻子のために」 | 安藤庄平 |
| 9      | 2000年6月25日  | 『インディーズビジュアル系』 〜白尾一博作品集〜 | 「遊星スカイライン」 「SHOCKING PEACH」 「ムサシノリズム」 「産業とダッチワイフ」 | 白尾一博 村上賢司 和田淳子 聞き手：歌川恵子 |
| 10     | 2000年9月17日  | 僕らは21世紀のシネアスト 〜大学映研編 千葉大学シネマウント VS 成城大学映画研究部〜 | 【千葉大学シネマウント作品】 「ロボのひと」「WITH」「GAME OVER」「ある日ある町で」「三月」 【成城大学映画研究部作品】 「ほっとれもん」「ファニィ！ ファニィ」「トゥラウマ」 | - |
| 11     | 2001年3月18日  | インディーズバトル 〜社会派Film VS 私小説風Movie あなたはどっち派?〜 | - | 岩橋直哉 村上賢司 判定人：歌川恵子 |
| 番外編 | 2001年6月17日  | ENCORE! BATTLE TALK 日本映画をどうするのかスペシャル「長時間バトルトーク」ビデオ上映会 | - | - |
| 12     | 2001年8月19日  | 僕らは21世紀のシネアスト 〜日大芸術学部 VS 演劇ぶっく映像科クリエーターコース〜 | 【日大芸術学部作品】 「つや艶うらら」「公司屍職員 サラリーマン競走曲」「種子ウマ」「虚穴遊戯」「万・華・鏡」 【ENBUゼミ映像科クリエーターコース】 「たぴおか」「ランド☆リンダ」 「ドアの向こう」「山から山へ」「燈リノ場所」 【特別上映作品】 「走るぜ」                                                                                          | 古厩智之監督 |
| 13     | 2001年10月21日 | 井土紀州スペシャル 〜『ヴェンダースの友人』プレミア上映が実現〜 | 「百年の絶唱」 「ヴェンダースの友人」 | 井土紀州監督 鈴木卓爾監督 |
| 14     | 2002年3月17日  | 矢崎仁司 Presents 氷の季節と花の季節のあいだの上映会 〜『三月のライオン』特別篇〜 | 「三月のライオン」 | グルーポ・レヴェラシオン（『三月のライオン』音楽） |
| 15     | 2002年5月19日  | 原一男と20代監督がファインダーの中に見た家族 | 「home」（第2回TAMA NEW WAVE ビデオ部門グランプリ） 「団地酒」 | 小林貴裕監督 大野聡司監督 原一男監督 |
| 16     | 2002年7月7日   | 山本政志 Deep Carnival | 「闇のカーニバル」 | 山本政志監督 |
| 17     | 2002年9月1日   | 〜学生達による、新しい映像表現の試み〜 beyond's presents 映像と音のLIVE -- 劇伴の実験 | 「桃色クロス」 「コダマゲーム」 「溺れる月」 | 美音人=ビヨーンズ |
| 18     | 2003年6月29日  | 〜すべての道はTAMAから 新鋭監督 佐藤圭作&山岡大祐特集〜 | 「二花子の瞳〜にかこ、の、ひとみ〜」 「君にありがとう」 【特別招待作品】「露出狂の女」 | 佐藤圭作監督 山岡大祐監督 塩田明彦監督 |
| 19     | 2003年9月21日  | 真実の先に 〜ひきこもり、パニック障害、強迫性神経症…現代病理と向き合う〜 映画「home」「こぼれる月」上映会                                                                                          | 「home」 「こぼれる月」 | 坂牧良太監督 |
| 20     | 2004年7月3日   | 路上発! 希望のドキュメンタリー映画「あしがらさん」上映会 | 「あしがらさん」 | 飯田基晴監督 |
| 21     | 2005年4月10日  | 長編ドキュメンタリー映画 「こんばんは」上映会 | 「こんばんは」 | 森康行監督 |

## 上映会
映画祭TAMA CINEMA FORUMを多くの方に認知してもらうことを目的に、映画祭開催期間外に年数回行われる。主に土曜日、1日1作品を3～4回上映し（又は数作品を上映）、間に監督などのトークショーがある。会場はベルブホール(多摩市立永山公民館)。
| 開催年月日          | 上映会名                                                                      | 上映作品 | ゲスト                                                                          |
| ------------------- | ----------------------------------------------------------------------------- | --- | ------------------------------------------------------------------------------- |
| 2001年5月25日～27日 | 2000年度文化庁優秀映画賞受賞作品上映会                                        | 『どら平太』『雨あがる』『三文役者』(5/25) 『カリスマ』『十五才－学校IV－』『五条霊戦記 GOJOE』(5/26) 『人形作家・秋山信子』『あんにょんキムチ』『独立少年合唱団』『顔』(5/27) | -                                                                               |
| 2002年2月17日       | 「こどもの時間」上映会                                                        | 『こどもの時間』 | -                                                                               |
| 2002年5月5日        | 「神の子たち」特別上映会                                                      | 『神の子たち』 | -                                                                               |
| 2002年5月24日～26日 | 2001年度文化庁優秀映画賞受賞作品上映会                                        | 『みすゞ』『日本の黒い夏─冤罪』『赤い橋の下のぬるい水』(5/24) 『日本の近代土木を築いた人びと』『ギフチョウと生きる郷－神奈川県藤野町篠原・牧場地区の記録』『まぶだち』『EUREKA』(5/25) 『石を積む－石垣と日本人－』『ターン』『GO』(5/26) | -                                                                               |
| 2002年8月4日        | 「アイ・ラヴ・フレンズ」上映会                                                | 『アイ・ラヴ・フレンズ』 | -                                                                               |
| 2003年4月13日       | 「プロミス」上映会                                                            | 『プロミス』 | -                                                                               |
| 2003年6月4日～5日   | 2002年度文化庁優秀映画賞受賞作品上映会                                        | 『よみがえる明日館 フランク・ロイド・ライトのおくりもの』『琉球漆器』『笑う蛙』『Dolls』『UNLOVED』『ごめん』(6/4) 『未知への航海 すばる望遠鏡建設の記録』『助太刀屋助六』『阿弥陀堂だより』『害虫』『たそがれ清兵衛』(6/5) | -                                                                               |
| 2004年4月11日       | 「War Photographer 一ノ瀬泰造」上映会                                         | 『地雷を踏んだらサヨウナラ』 『TAIZO』 | 中島多圭子監督（『TAIZO』）                                                     |
| 2004年4月17日       | ショートフィルムセレクション『REMIX』                                         | 【A-Program】 『ここからの景』（岩田ユキ監督） 『メガネの恋』（浅原裕貴・高原浩人監督） 『LOCO white』『LOCO red』（神酒大亮監督） 『梅心中』（伊刀嘉紘監督） 『テトラポッド・レポート』（冨永昌敬監督） 【B-Program】 『いじめっ子はブッ殺せ！』（山岡大祐監督） 『真夜中の散歩』（高柳元気監督） 『私が幸せでいるという事』（深川栄洋監督） 『プレリュード』『ニワトリ』（日向朝子監督） 『梵天』（佐藤圭作監督） | 河野清麿（プラネット映画祭プロデューサー） 大槻貴宏（短編映画館トリウッド代表） |
| 2004年8月14日       | 「懐かしの8ミリフィルム」上映会                                               | 「8ミリアニメ短編傑作選」 『原色バイバイ』 『ファウンド・フッテージ作品集』 『グータリプトラ』 | -                                                                               |
| 2005年5月15日       | 「トントンギコギコ図工の時間」上映会                                          | 『トントンギコギコ図工の時間』 | 野中真理子監督                                                                  |
| 2005年7月2日        | 「クルテク」上映会とチェコの絵本展                                            | 『イモムシくんは大スター』 『月のおはなし』 『もぐらくんとみどりのほし』 『もぐらくんとキノコ』 『もぐらくんはえいがスター』 『アオネコとお友達』 | -                                                                               |
| 2005年7月3日        | 『甘い毒薬』〜グランプリ監督 伊刀嘉紘特集〜                                   | 『梵天』 『笑う胃袋』 『SEOUL88』 『春のゆらぎ』 『梅珍獣』 『膿震虫』 『京マチ子の夜』 『SEXTETショーケース』 『イマジナリーライン』 『梅心中』 ※瀬々敬久監督スニークプレビュー作品 『ユダ』 | 冨永昌敬監督 佐藤圭作監督 伊刀嘉紘監督 瀬々敬久監督                             |
| 2005年9月19日       | 「家族の日」特別上映会                                                        | 『ワンピース オマツリ男爵と秘密の島』 『ガラスのうさぎ』 | -                                                                               |
| 2006年7月9日        | 「劇場版ユンカース・カム・ヒア」上映会                                        | 『劇場版ユンカース・カム・ヒア』 | -                                                                               |
| 2006年9月3日        | 「ヨコハマメリー」上映会                                                      | 『ヨコハマメリー』 | 中村高寛監督                                                                    |
| 2007年4月8日        | 「三池 終わらない炭鉱の物語」上映会                                           | 『三池 終わらない炭鉱の物語』 | 熊谷博子監督                                                                    |
| 2007年5月13日       | 「キリクと魔女」上映会                                                        | 『キリクと魔女』 | -                                                                               |
| 2007年6月10日       | 「ブラボー映画祭Ver1.5」                                                      | 『スキージャンプ・ペア Road To TORINO』 『シベリア超特急』 | 水根俊光 真島理一郎 水野晴郎 西田和昭 中野ダンキチ                              |
| 2008年5月18日       | 「いのちの食べかた」上映会                                                    | 『いのちの食べかた』 | -                                                                               |
| 2008年7月6日        | TAMA NEW WAVE特別上映会 「内田伸輝監督 VS 石井裕也監督」                      | 『ガール・スパークス』 『えてがみ』 『反逆次郎の恋』 『かざあな』 | 内田伸輝監督 石井裕也監督 萩生田宏治監督                                        |
| 2008年8月31日       | 「六ヶ所村ラプソディ」上映会                                                  | 『六ヶ所ラプソディ』 | 鎌仲ひとみ監督 聞き手：志葉玲                                                   |
| 2009年4月18日       | 「大丈夫であるように - Cocco 終らない旅 -」上映会                             | 『大丈夫であるように - Cocco 終らない旅 -』 | 是枝裕和監督                                                                    |
| 2009年6月13日       | 「1/4の奇跡～本当のことだから～」上映会                                       | 『1/4の奇跡～本当のことだから～』 | 岩崎靖子                                                                        |
| 2009年9月23日       | 「雪の下の炎」上映会                                                          | 『雪の下の炎』 | 楽真琴監督                                                                      |
| 2010年2月20日       | 「田中さんはラジオ体操をしない」上映会                                        | 『田中さんはラジオ体操をしない』 | 田中哲朗                                                                        |
| 2010年4月24日       | 「台湾人生」上映会                                                            | 『台湾人生』 | 酒井充子監督                                                                    |
| 2010年5月8日        | 「犬と猫と人間と」上映会                                                      | 『犬と猫と人間と』 | 飯田基晴監督                                                                    |
| 2010年7月24日       | 「ミツバチの羽音と地球の回転」上映会                                          | 『ミツバチの羽音と地球の回転』 | -                                                                               |
| 2010年8月28日       | 「ただいま それぞれの居場所」上映会                                           | 『ただいま それぞれの居場所』 | 大宮浩一監督                                                                    |
| 2010年10月16日      | 「ハーツ・アンド・マインズ ベトナム戦争の真実」上映会                         | 『ハーツ・アンド・マインズ ベトナム戦争の真実』 | 綿井健陽                                                                        |
| 2011年3月19日 ※中止 | 「ビルマVJ 消された革命」上映会                                               | 『ビルマVJ 消された革命』 | -                                                                               |
| 2011年5月21日       | 「玄牝 - げんぴん -」上映会                                                   | 『玄牝 - げんぴん -』 | 河瀨直美監督 ※ビデオレター上映+スカイプによるトーク                             |
| 2011年7月9日        | 「100,000年後の安全」上映会                                                   | 『100,000年後の安全』 | 飯田哲也                                                                        |
| 2011年9月3日        | 「無常素描」上映会                                                            | 『無常素描』 | 大宮浩一監督                                                                    |
| 2012年3月17日       | 「ちづる」上映会                                                              | 『ちづる』 | 赤﨑正和監督                                                                    |
| 2012年5月19日       | 活動写真弁士の説明によるサイレント映画上映会 in TAMA                          | 『大列車強盗』 『ローレル&ハーディ 二人の水夫』 『月世界旅行』 『喧嘩安兵衛』 『太郎さんの汽車』 | 片岡一郎 山城秀之                                                               |
| 2012年7月7日        | 「季節、めぐり それぞれの居場所」上映会                                       | 『季節、めぐり それぞれの居場所』 | 大宮浩一監督                                                                    |
| 2012年8月25日       | 「隣る人」上映会                                                              | 『隣る人』 | 刀川和也監督 菅原哲男                                                           |
| 2013年4月14日       | 「情熱のピアニズム」上映会                                                    | 『情熱のピアニズム』 | -                                                                               |
| 2013年6月8日        | 「モンサントの不自然な食べもの」上映会                                        | 『モンサントの不自然な食べもの』 | 枝元なほみ 高橋一也                                                             |
| 2013年7月27日       | 「台北カフェ・ストーリー」上映会                                              | 『台北カフェ・ストーリー』 | 石坂健治                                                                        |
| 2013年8月31日       | 「犬と猫と人間と2 動物たちの大震災」上映会                                    | 『犬と猫と人間と2 動物たちの大震災』 | 宍戸大裕監督                                                                    |
| 2014年2月22日       | 「世界一美しい本を作る男 ―シュタイデルとの旅―」上映会                         | 『世界一美しい本を作る男 ―シュタイデルとの旅―』 | -                                                                               |
| 2014年4月12日       | 「ペコロスの母に会いに行く」上映会                                            | 『ペコロスの母に会いに行く』 | 村岡克彦                                                                        |
| 2014年5月6日        | 「ある精肉店のはなし」上映会                                                  | 『ある精肉店のはなし』 | -                                                                               |
| 2014年6月7日        | 「ネガティブ：ナッシング 全てはその一歩から」上映会                           | 『ネガティブ：ナッシング 全てはその一歩から』 | ヤン・クヌーセル監督                                                            |
| 2014年8月30日       | 「ダブリンの時計職人」上映会                                                  | 『ダブリンの時計職人』 | O'Phan ※ライブ                                                                  |
| 2015年2月28日       | 「馬々と人間たち」上映会                                                      | 『馬々と人間たち』 | 小倉悠加                                                                        |
| 2015年4月4日        | 「ミンヨン 倍音の法則」上映会                                                 | 『ミンヨン 倍音の法則』 | 佐々木昭一郎監督 ペトル・ホリー                                                 |
| 2015年5月9日        | 「白夜のタンゴ」上映会                                                        | 『白夜のタンゴ』 | 風のアンサンブル ※コンサート                                                    |
| 2015年6月6日        | 「OYAKO -present to the future」上映会                                        | 『OYAKO -present to the future』 | ブルース・オズボーン 井上佳子                                                   |
| 2015年7月11日       | 「バベルの学校」上映会                                                        | 『バベルの学校』 | 出口雅子                                                                        |
| 2015年8月29日       | 「みんなの学校」上映会                                                        | 『みんなの学校』 | 湯浅誠                                                                          |
| 2016年2月13日       | 「お盆の弟」上映会                                                            | 『お盆の弟』 | 大崎章監督 足立紳                                                               |
| 2016年3月26日       | 「A FILM ABOUT COFFEE」上映会                                                 | 『A FILM ABOUT COFFEE』 | -                                                                               |
| 2016年5月7日        | 「エール！」上映会                                                            | 『エール！』 | -                                                                               |
| 2016年6月11日       | 「ハッピーアワー」上映会                                                      | 『ハッピーアワー』 | -                                                                               |
| 2016年7月16日       | 「風の波紋」上映会                                                            | 『風の波紋』 | -                                                                               |
| 2016年8月27日       | 「夏をゆく人々」上映会                                                        | 『夏をゆく人々』 | -                                                                               |
| 2017年2月18日       | 「アスファルト」上映会                                                        | 『アスファルト』 | 速水健朗 佐藤大                                                                 |
| 2017年3月25日       | 「湯を沸かすほどの熱い愛」上映会                                              | 『湯を沸かすほどの熱い愛』 | -                                                                               |
| 2017年5月6日        | 「ひなぎく」上映会                                                            | 『ひなぎく』 『Heavy Shabby Girl』 | ペトリ・ホリー 東佳苗                                                           |
| 2017年6月18日       | 「息の跡」上映会                                                              | 『息の跡』 『the place named』※1回のみ | -                                                                               |
| 2017年7月22日       | ユーリー・ノルシュテイン監督特集上映 ～アニメーションの神様、その美しき世界～ | 『25日・最初の日』 『ケルジェネツの戦い』 『キツネとウサギ』 『アオサギとツル』 『霧の中のハリネズミ』 『話の話』 | 土居伸彰 ひらのりょう                                                           |
| 2017年8月26日       | 「わすれな草」上映会                                                          | 『わすれな草』 | 渋谷哲也                                                                        |